# Чиричила (Катанцаро)
Чиричила је насеље у Италији у округу Катанцаро, региону Калабрија.
Према процени из 2011. у насељу је живело 33 становника. Насеље се налази на надморској висини од 1393 м.